# أنطوان رودريغيز
أنطوان رودريغيز (بالفرنسية: Antoine Rodriguez)‏ (10 يناير 1918 إسبانيا إسبانيا - 2 يناير 1967) هو لاعب كرة قدم فرنسي سابق كان يلعب كمهاجم.

## وصلات خارجية
- أنطوان رودريغيز على موقع قاعدة بيانات كرة القدم.إي يو (الإنجليزية)